# УПІК-82
УПІК-82 — 82-мм переносний міномет розробки компанії «Українська бронетехніка» спільно з фахівцями ТОВ «Мелітопольський завод автотракторних запчастин» та Державного науково-випробувального центру Збройних Сил України.

## Історія
Роботи над новим мінометом розпочались в 2015 році та тривали три роки. Головним розробником стала приватна компанія «Українська бронетехніка» у співпраці з фахівцями ТОВ «Мелітопольський завод автотракторних запчастин» та Державного науково-випробувального центру Збройних Сил України.
Одним з ініціаторів створення міномета став Євген Замотаєв (генерал-майор запасу, свого часу очолював Центральне ракетно-артилерійське управління ЗС України).
В червні 2018 року були завершені державні випробування 82-міліметрового міномета УПІК-82, які тривали майже чотири місяці. Зразок озброєння перевіряли на відповідність тактико-технічних характеристик, заявлених виробником.
За інформацією щорічного видання Міністерства оборони України «Біла книга», 82-мм міномет УПІК-82 був допущений до експлуатації у Збройних Силах України в 2017 році.
У 2018 році міномет УПІК-82 пройшов державні випробування і був прийнятий на озброєння Збройних сил України.
Станом на 2021 рік, до українського війська було поставлено 300 одиниць.
Виробництво мінометів продовжилось через деякий час після початку російського вторгнення 2022 року, коли компанія відновила та наростила виробничі потужності. Станом на серпень 2023 року, компанія виготовляла МП-60, УПІК-82, МП-120 та боєприпаси для них. Ці міномети постачаються як державним, так і волонтерським коштом.

## Опис
Завдяки застосуванню нових сучасних сплавів та композиційних матеріалів при виготовленні як мінометного ствола, так і опорної плити, а також автоматизації та оцифруванню системи управління вогнем, вдалося досягти переваги над радянським аналогом 2Б14 «Піднос».
Опорна плита виготовлена з алюмінієво-магнієвого сплаву, важить у середньому на 4,5 кг менше, ніж звичайна сталева плита радянського аналога. Завдяки вдосконаленому з'єднанню опорної плити зі стволом міномет обертається на 360 градусів — для зміни сектора стрільби не потрібно викопувати плиту, аби розвернути міномет у потрібному напрямку.
Нову технологію застосували й при виготовленні ствола: його прокатували, поступово нашаровуючи метал, а не обробляли заготовку, як у радянського аналога. Це суттєво збільшило живучість ствола, який під час державних випробувань витримав понад 10 000 пострілів. Тоді як у застосовуваних нині у Збройних Силах аналогів цей показник удвічі менший. Сприяла цьому й удосконалена система охолодження ствола. Для цього в його нижній частині зроблено певну кількість нарізів, завдяки чому ствол менше нагрівається та швидше охолоджується. Це не лише позитивно позначилося на зносостійкості, а й також дозволяє підтримувати високий темп стрільби.
Суттєво доопрацьовано й механізм горизонтального та вертикального наведення, вдосконалено процедуру вивірення прицілу. Наприклад, для того, щоб вивірити приціл як у вертикальній, так і в горизонтальній площинах, у радянського зразка необхідно було знімати запобіжник від подвійного заряджання (в УПІК-82 важить на 1,5 кг менше). Аби максимально спростити цю процедуру, українські фахівці розробили пристрій, в який для вивірення орієнтирів достатньо ввести координати квадрата для стрільби.
Усі внесені зміни в комплексі значно поліпшили тактико-технічні характеристики міномета, зокрема показник точності та купчастості стрільби, а також максимальної скорострільності (15 постр./хв з виправленням наведення і 23 постр./хв без нього). Також на 300 метрів збільшено максимальну дальність стрільби, що тепер становить майже 4100 м (доопрацьовано казенну частину, що зменшило прорив порохових газів у канал ствола та відбій).

## Тактико-технічні харакетристики
- Маса в бойовому стані, кг: 44.
- Максимальна дальність стрільби, м: 4100.
- Характеристики розсіювання:
  - За дальністю — аналагічно 2Б14,
  - За напрямком — удвічі краще (зменшено до 9 м).
- Час приведення:
  - у бойовий стан, сек: 30
  - у похідний стан, сек: 24

## Оператори
- Україна — понад 300 штук[4][2]

## Галерея

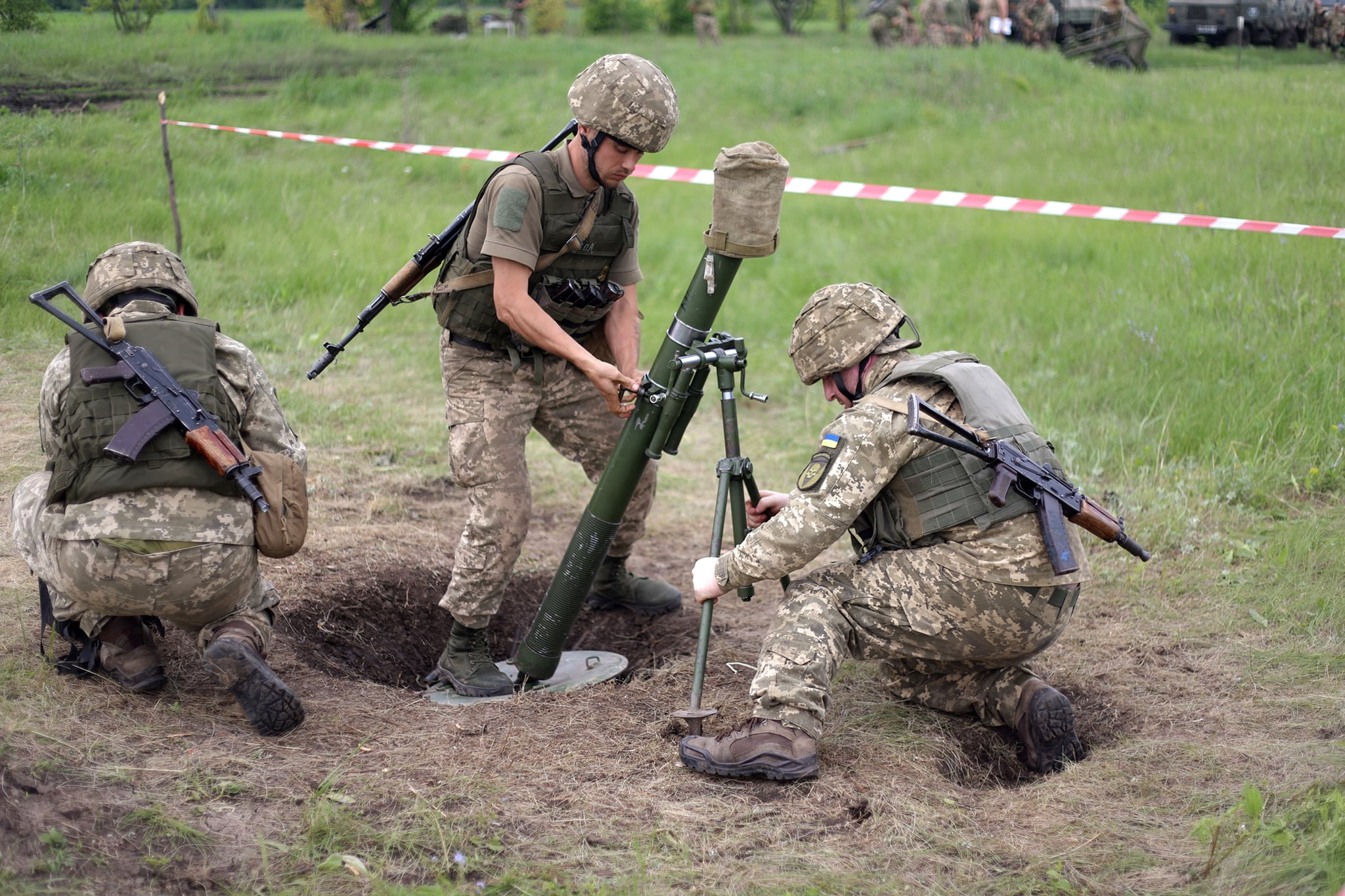
Тренування 72 ОМБр, травень 2021